# Обсада на Багдад (1258)
Обсадата на Багдад продължава от 29 януари до 10 февруари 1258 г.
Багдад, столица на Абасидския халифат, е обсаден, превзет и опустошен от монголски войски на Илханата и техни съюзници. Монголите са под командването на Хулегу хан, брат на хагана Мунке, и възнамерявали да разширят владенията си в Месопотамия, но не директно да унищожат халифата. Мунке инструктира Хулегу да нападне Багдад, ако халифът Ал Мустасим откаже монголските искания за подчинение на хагана и плащане на данък под формата на военна подкрепа за монголските сили в Иран.
Хулегу започва кампанията си в Иран с няколко офанзиви срещу низаритски групи, включително асасините, чиято крепост Аламут превзема. След това се отправя към Багдад, искайки от Ал Мустасим да приеме условията на Мунке. Въпреки че Абасидите не са се подготвили за нашествието, халифът вярва, че Багдад не може да падне и отказва да се подчини. Хулегу обсажда града, който се предава след 12 дни. Монголите опустошават града, екзекутират Ал Мустасим и избиват много от жителите. Счита се, че обсадата слага края на т. нар. ислямски златен век, когато арабите разширяват владенията си от Иберийския полуостров до Синд.